# Il Piccolo Ranger
Il Piccolo Ranger (en español, El Pequeño Ranger) es una historieta italiana del Oeste de la casa Sergio Bonelli Editore, creada por Andrea Lavezzolo. La serie apareció por primera vez en Italia en 1958 y se cerró en 1985, siendo reeditada a partir de 2012 por If Edizioni.
Es un típico ejemplo de los héroes-adolescentes que tuvieron éxito en la historieta italiana wéstern de la posguerra, junto a otros personajes como Capitan Miki, Un ragazzo nel Far West o Il Piccolo Sceriffo.

## Argumento y personajes
El Pequeño Ranger es Kit Teller, hijo de Mary Worth y Moses Teller, dos emigrantes galeses que viajan hacia el salvaje Oeste en busca de fortuna. Durante el viaje, en la frontera entre Misuri e Illinois, nace Kit, en el año 1861. Ocho meses después, Mary muere y Kit se enferma, pero es salvado por los nativos de la tribu de Bisonte Rojo.
Kit y su padre se quedan con la tribu durante casi un año. Posteriormente, Moses se alista en los Rangers y obtiene la autorización para que Kit pueda quedarse con él en el fuerte, en espera de que pueda enviarlo a un colegio del Este de Estados Unidos. Sin embargo, durante una misión deserta y desaparece, yendo a vivir con los nativos; por eso se le considera un traidor. Kit crece en el fuerte y los otros Rangers deciden mantenerlo en la oscuridad sobre la historia de su padre. Aun siendo muy joven, se convierte en un ranger y vive multitud de aventuras de tonos tan dramáticos como cómicos.
En la serie aparecen varios personajes fijos: la novia de Kit, Claretta Morning; el divertido Frankie Bellevan, de nariz grande y bigote caído; Annie Quattropistole, una enérgica solterona de gatillo fácil, siempre en busca de un marido; Rosa Morning, madre viuda de Claretta y vivandera del fuerte; el siempre achispado "Brandy" Gim; el afroamericano Ibrahim Bamboula; el cocinero y lavandero chino Cin Lao; el sargento O'Hara; el travieso Denti Bill.
En su última historia (1985), escrita por Sergio Bonelli con su seudónimo de Guido Nolitta, Kit y su amigo Frankie dejan el cuerpo de los Rangers y empiezan una nueva vida de ganaderos. En 1992 fue editado un álbum especial escrito por Mauro Boselli y dibujado por Francesco Gamba.

## Autores

### Guionistas
Andrea Lavezzolo, Decio Canzio, Giancarlo Berardi, Sergio Bonelli (Guido Nolitta), Mauro Boselli, Raffaele Cormio, Giorgio Pezzin, Marcello Toninelli.

### Dibujantes
Francesco Gamba, Birago Balzano, Erminio Ardigò, Franco Bignotti, Lina Buffolente, Ernesto Grassani, Luigi Merati, Giuseppe Montanari.